# Walden 7
Pour les articles homonymes, voir Walden.

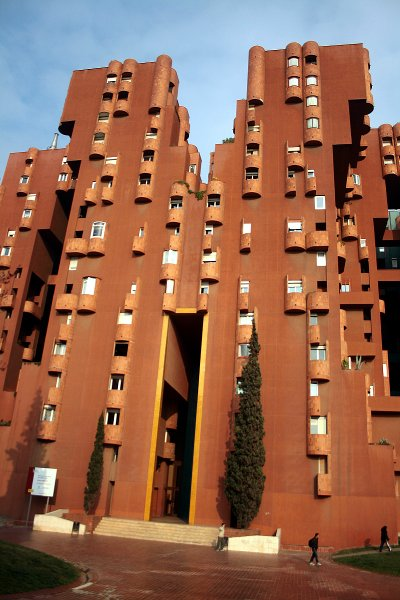
Façade du Walden 7.

Le Walden 7 est un célèbre ensemble résidentiel situé dans la commune de Sant Just Desvern près de  Barcelone. Le projet est né en 1970. Le bâtiment a été conçu par Atelier Architecture, un groupe de travail interdisciplinaire composé d'ingénieurs,  psychologues, philosophes et architectes, parmi lesquels Ana et Ricardo Bofill, Salvador Clotas, Ramon Collado, José Agustín Goytisolo, Joan Malagarriga, Manuel Núñez Yanowsky, Dolores Rocamora et Serena Vergano. 

## Construction
Le Walden 7 comporte environ 446 appartements où habitent près de 1000 personnes.
Le bâtiment est comme tout un quartier qui en plus d'avoir une extension horizontale l'a aussi verticale. Au total, le bâtiment de compose de 16 étages (y compris la terrasse), et a une superficie totale construite de 31 140 m2.
Pendant sa construction se produisent de graves défauts qui causent la chute des carreaux des murs.
Le Conseil municipal a refusé de déclarer l'immeuble en ruines et a récupéré des terrains possédés par le promoteur, qui étaient encore libres, pour financer le coût des réparations, qui se sont élevées à environ 6 millions d'euros.
En 1995 s'est terminée la réhabilitation de l'immeuble, avec le retrait des filets de sécurité et de l'image dégradée des dernières années.

## Galerie

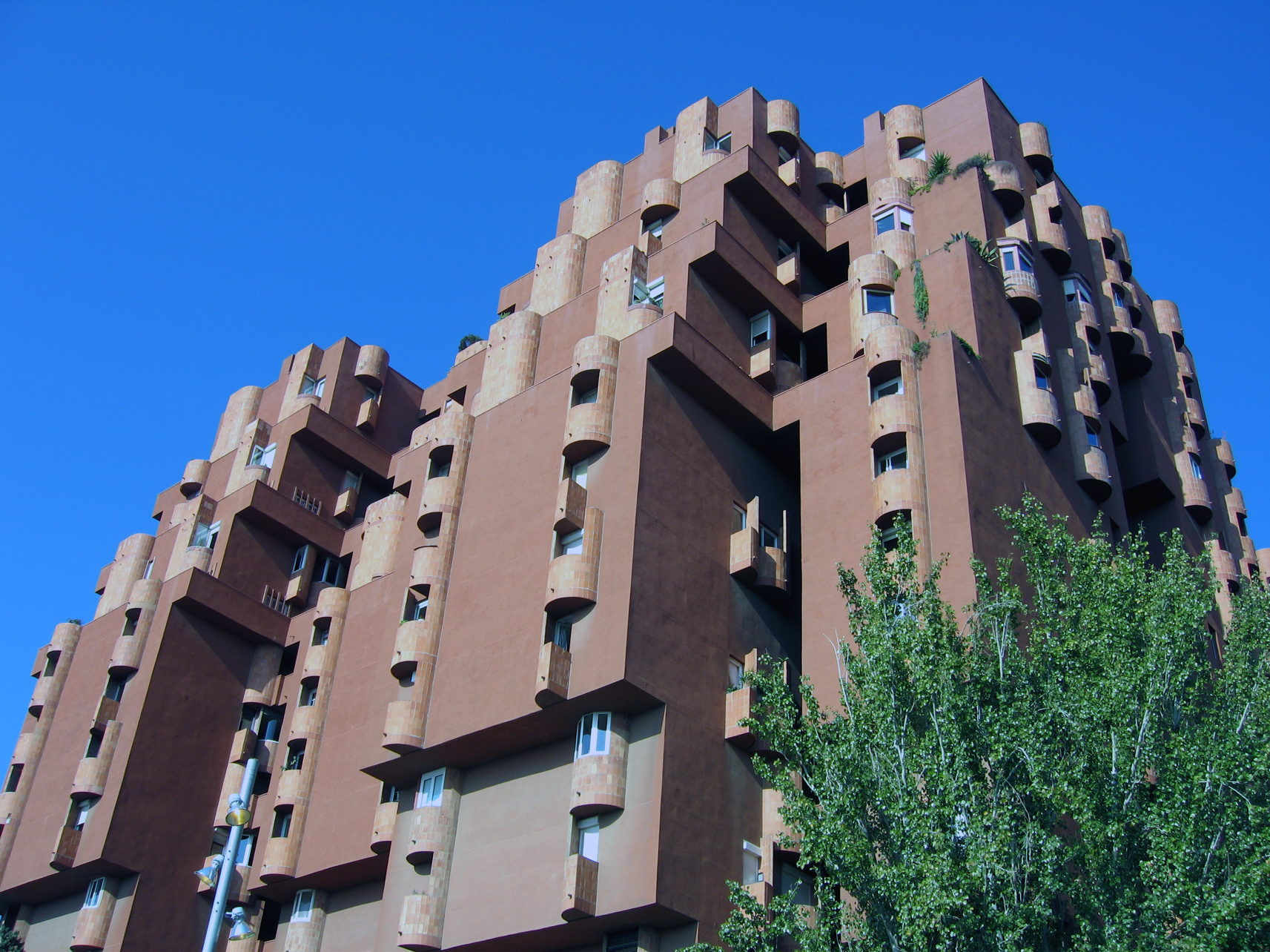
Extérieur
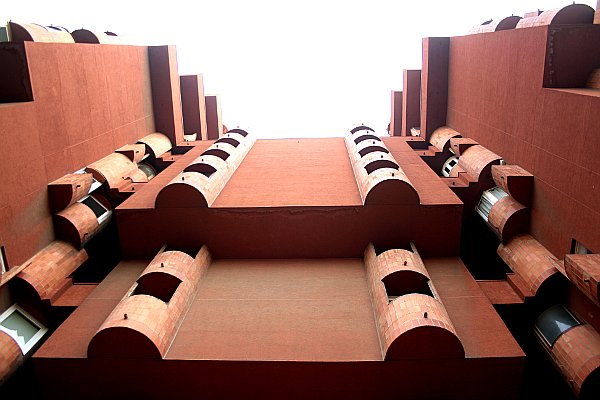
Fenêtres
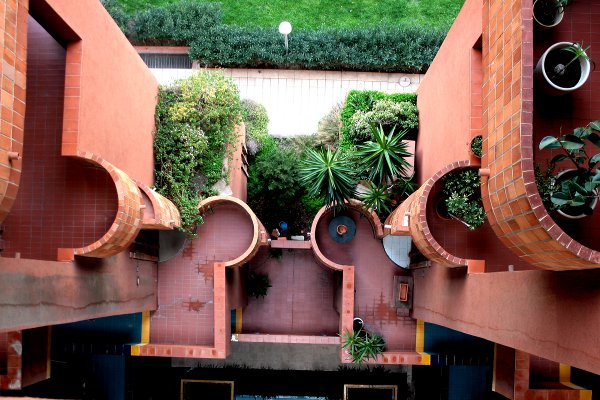
Vue des balcons
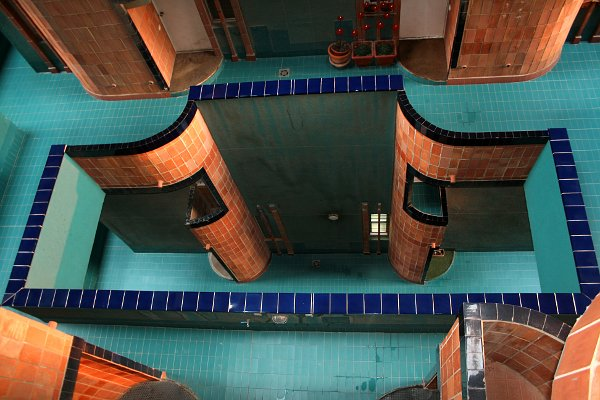
Vue d'une cour